# Eucaristia no Luteranismo

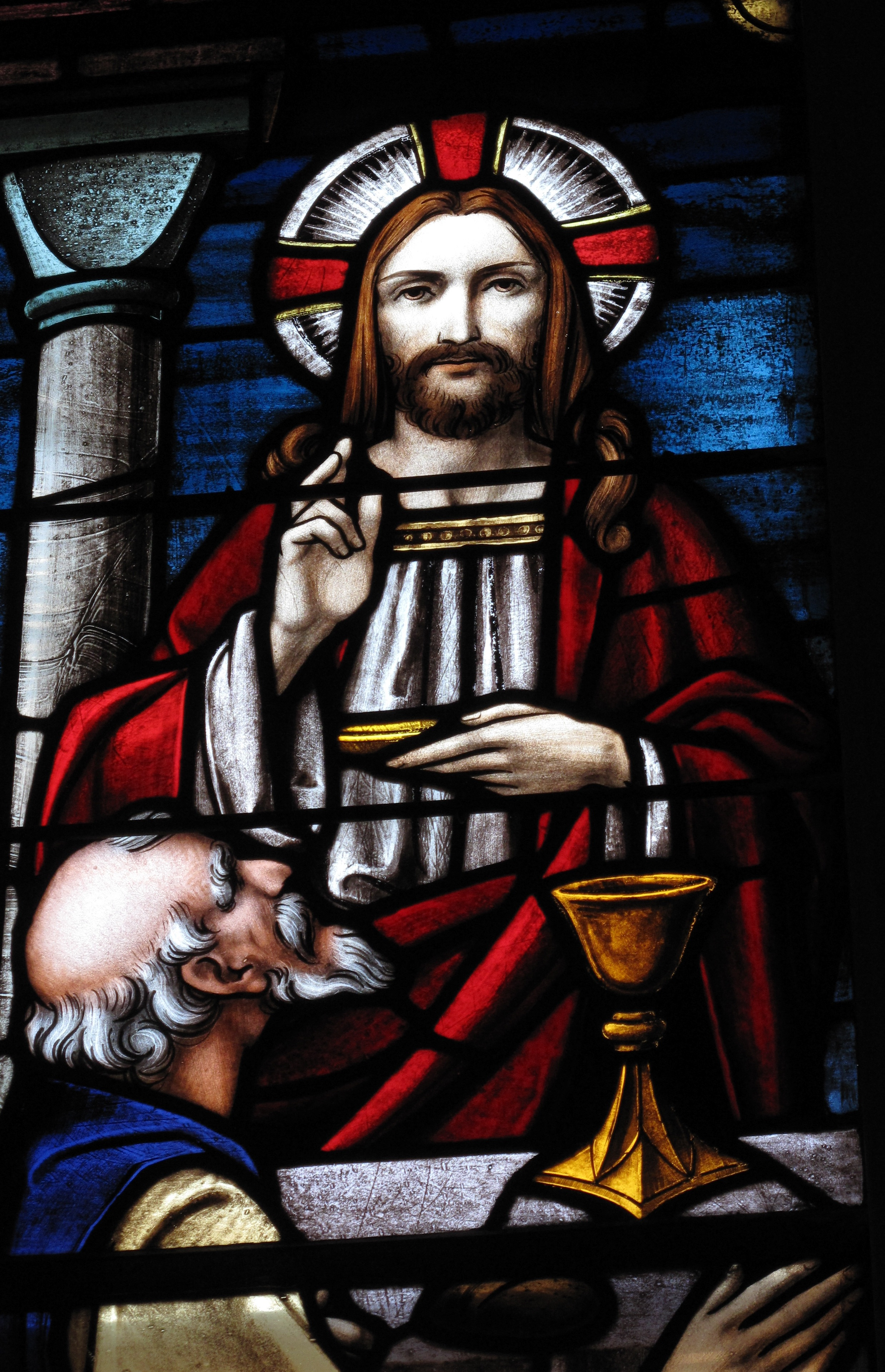
A vidraça da Sagrada Comunhão na Igreja Evangélica Luterana Evangélica de São Mateus em Charleston, Carolina do Sul.

A Eucaristia no Luteranismo (também chamado de Missa, o Sacramento do Altar, a Ceia do Senhor, a Mesa do Senhor, a Sagrada Comunhão, o partir do Pão e o Santíssimo Sacramento) refere-se a memória litúrgica da última ceia. Os luteranos acreditam na presença real de Cristo na Eucaristia, afirmando a doutrina da união sacramental, "em que o corpo e sangue de Cristo estão verdadeiramente e substancialmente (vere et substantialiter) presentes, oferecidos e recebidos com (cum) o pão e o vinho".

## Base bíblica
Martinho Lutero (como muitos) considera que a principal base para a Eucaristia (bem como a presença real) pode ser encontrado em Mateus 26:26–28, Marcos 14:22–24, Lucas 22:19-20 e 1 Coríntios 11:23-29.

## Crenças

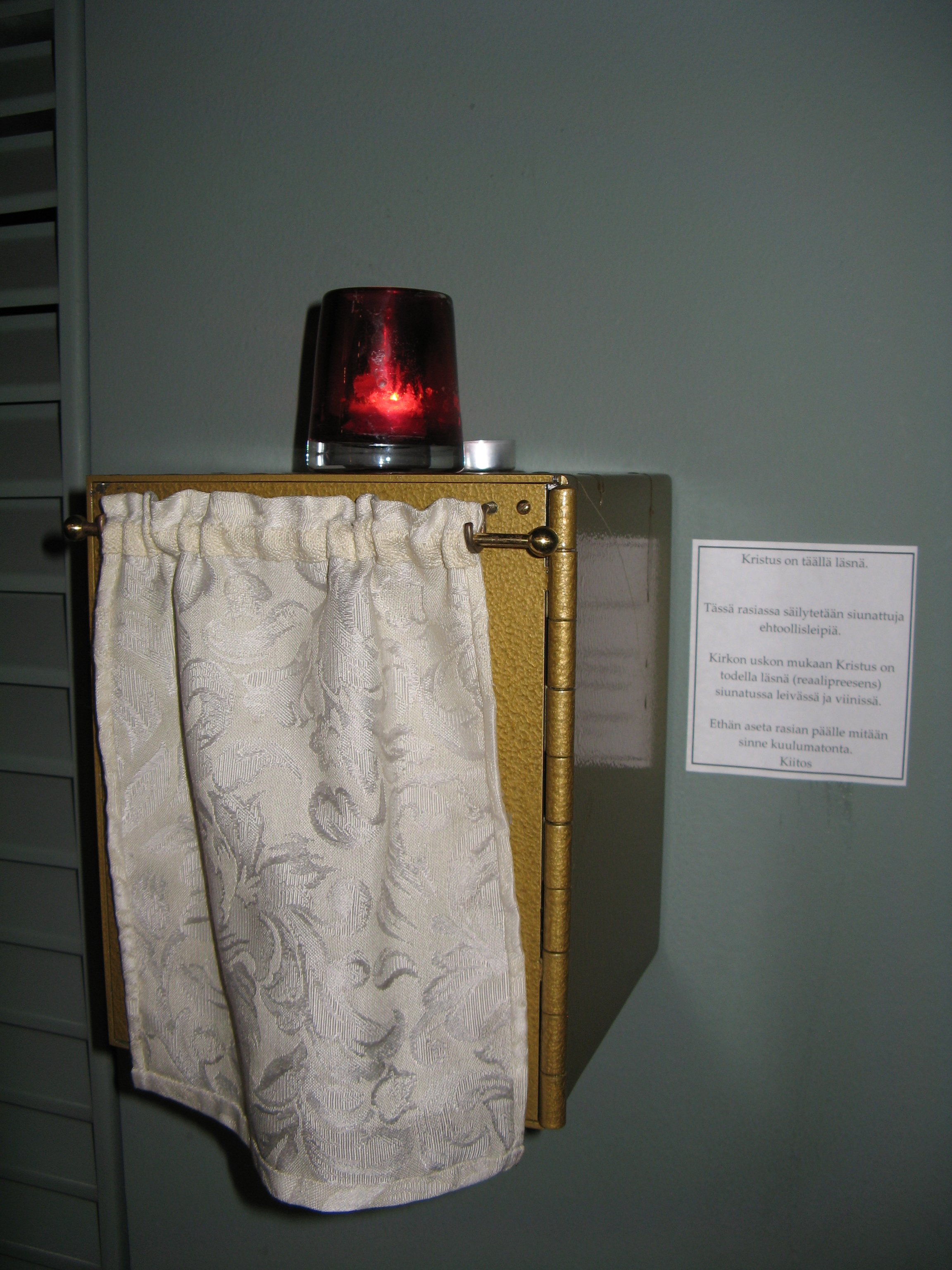
Uma nota sobre a presença real na Igreja Mikael Agricola, em Helsinque.

Os luteranos acreditam que o Corpo e Sangue de Cristo estão "verdadeiramente e substancialmente presente em, com e sob as formas" do pão e o vinho (os elementos) consagrados, de modo que comungantes comem e bebem, tanto os elementos como o verdadeiro Corpo e Sangue de Cristo no Sacramento da Eucaristia sejam eles crentes ou descrentes. A doutrina Luterana da Presença Real é conhecida também como a união sacramental. Esta teologia foi formalmente pela primeira vez e declarada publicamente no Concorde de Wittemberg (1536). Ela também tem sido chamada de "consubstanciação", mas a maioria dos teólogos luteranos rejeitam o uso deste termo, pois ele cria confusão com a doutrina  anterior de mesmo nome. Alguns luteranos acreditam na consubstanciação. Os luteranos usam o termo "dentro, com e sob as formas de pão e vinho consagrados" e "união sacramental" para distinguir seu entendimento da Eucaristia dos reformados e de outras tradições.

### O uso do sacramento
Para os luteranos, a Eucaristia não é considerada um sacramento válido, a menos que os elementos sejam usados de acordo com a ordem de Cristo e instituição (consagração, distribuição e recepção). Isto foi formulado pela primeira vez no Concorde de Wittenberg de 1536 na fórmula: Nihil habet rationem sacramenti extra usum um Christo institutum ("Nada tem o caráter de um sacramento além do uso instituído por Cristo"). Para remover qualquer escrúpulo de dúvida ou superstição, o reliquiæ tradicionalmente são consumidos, derramados na terra ou reservados (veja abaixo). Na maioria das congregações luteranas, a administração da comunhão privada dos doentes e "encerramento" (aqueles que são fracos para atender aos serviços) envolve um serviço completamente separado da Eucaristia para a qual os elementos sacramentais são consagrados pelo celebrante.
Hoje, muitas igrejas luteranas oferecem a Eucaristia semanal, enquanto outros oferecem uma frequência menor. Casamentos e funerais, por vezes, incluem a celebração da Eucaristia nas igrejas luteranas. Na ordenação de pastores/padres e a consagração de bispos, a Eucaristia é sempre oferecido.